# Gothic 3
Gothic 3 je fantazijsko orijentirani RPG za Windows koji je napravio njemački proizvođač Piranha Bytes i nastavak je Gothica 2 iz 2002. Iako je dostupan na engleskom, originalno je izdanje na njemačkom jeziku. U Europskoj uniji izašao je 13. listopada 2006., a u Sjevernoj je Americi postao dostupan 20. studenog 2006. Iako američka verzija ima dobnu granicu T (za tinejdžere), po sadržaju se ne razlikuje od drugih verzija Gothica 3.
Izdan je i Collector's Edition koji sadrži dodatne sadržaje. JoWood je 21. studenog 2008. izdao samostalnu ekspanziju nazvanu Gothic 3: Forsaken Gods.

## Priča
Treći dio započinje ondje gdje je prethodnik završio. Nakon što je ubio sve zmajeve na otoku Khorinisu, Nameless Hero (Neimenovani Heroj) plovi na kontinent opustošen orkovima, pristaje u središnjoj regiji kontinenta Myrtani. Izgubio je skoro svu opremu iz prijašnje igre kad su mu pirati ukrali brod dok je bio na obali s Miltenom, Gornom, Diegom i Lesterom. Myrtanu su okupirali orkovi zarobivši većinu populacije, osim nekolicine slobodnih ljudi koji se skrivaju u šumama Myrtane ili nastanjuju hladne planine Nordmara i pustinju Varanta. Heroj mora odlučiti hoće li služiti orkovima u njihovoj misiji uništavanja posljednjih ljudskih uporišta, pridružiti se pobuni protiv orkova i ostati vjeran kralju ili odabrati svoj vlastiti put.
Kroz priču je okružen velikim brojem likova od kojih su mu neki stari prijatelji. Dok ovo poglavlje vraća glavne likove iz prijašnjih igara Gothic serijala, također predstavlja i dva nova glavna lika: kralja Rhobara Drugog i Zubena. Kralj, koji je u prošlosti bio hrabar vođa Myrtane, sada se suočava s porazom i njegova moć i slava opadaju. Zuben vodi Hashishine u pustinji Varanta i on je stari kraljev neprijatelj.

## Igrivost
Igrač mora izvršavati zadatke i ubijati neprijatelje i zvijeri da zaradi iskustvo koje mu omogućuje nadogradnju vještina. Mapa je pet puta veća od one u Gothicu 2 i svi su dijelovi mape igraču dostupni od samog početka. Mapa se sastoji od tri glavna dijela: sjevernog Nordmara prekrivenog planinama i ledom, šumovite Myrtane i pustinje Varanta na jugu. Igra ima razrađen sustav reputacije koja omogućuje igraču da se pridruži jednoj od frakcija. Iako ima šest frakcija u igri, igrač se može pridružiti samo tri: Pobunjenicima, Plaćenicima koji rade za orkove ili Ubojicama. Ostale frakcije uključuju Rendžere, Nomade i Nordmare. Igrač može zauzimati gradove uz pomoć neke od frakcija. Dijalozi se mijenjaju ovisno o igračevim odlukama i ponašanju unutar igre. U igri je jako važne interakcija s prirodom. Sustav borbe trebao je uključivati taktiziranje i dobro tempiranje napada kao u prethodnicima, ali u praksi nije bilo tako. Na manjim je težinama dovoljno neprestano brzo pritiskati tipku za napad i, ako je napad dobro tempiran na početku, svaki je neprijatelj poražen relativno lako. U borbi se kontrole više baziraju na mišu, a svaka tipka miša ima drugu ulogu u borbi. Heroj sada može rukovati dvama oružjima odjedanput ili koristiti štit.

### Zakrpe
Postoji puno zakrpa za Gothic 3 od kojih je posljednje dvije, 1.70 i 1.71 izradila zajednica. Te su zakrpe jako popravile igru ispravljajući bugove, igrivost i dodajući uskrsna jaja. Posljednje zakrpe napravile su golem zaokret u igranju. Dodale su dvije nove mogućnosti: alternativno balansiranje i alternativnu umjetnu inteligenciju. Alternativno balansiranje čini nadogradnju Heroja skuplju i rebalansira oružja i oklope. Alternativna UI mijenja ponašanje neprijatelja u borbi. Neprestano pritiskanje tipke za napad neće upaliti. Zahtijeva taktiziranje i tempiranje napada.

## Kritike i izdanja
Gothic 3 pun je bugova i jako je neoptimiziran. Ocjene recenzenata uglavnom su osrednje. Najviše pohvala primio je zbog otvorenog i nelinearnog karaktera igre s tri moguća završetka igre, velikog broja zadataka i istraživanja. Najviše loših kritika primio je zbog loše programiranog enginea, nedovršenosti i loše glasovne izvedbe. Većina se ocjena kretala između 7.0 i 8.5 od 10.

### Izdanja
Gothic 3 bio je izdan u Europskoj uniji na engleskom, njemačkom i španjolskom jeziku. 13. listopada 2006. britansko je izdanje izašlo u verziji 1.04. američka verzija, izdana 20. studenog 2006., uključuje dvije zakrpe u početnoj verziji 1.12. Također je dostupna zakrpa, izdana 15. travnja. 2009., 1.70, koju su u potpunosti izradili fanovi, nazvana Enhanced Edition (Poboljšano izdanje) koja sadrži više od 700 ispravaka bugova, poboljšanja i novih mogućnosti poput novih grafičkih opcija, bolje umjetne inteligencije i poboljšano napredovanje lika. Prije je igrač mogao svladati sve tipove vještina, ali s alternativnim balansiranjem uključenim, igrač je ograničen samo na jedan tip vještina. Piranha Bytes više ne podržava igru jer je cijeli serijal Gothic preuzeo Spellbound Studios. Oni trenutno rade na novome nastavku Gothica nazvanome Arcania: A Gothic Tale.

## Vanjske poveznice
- The Official Gothic 3 Website  Arhivirana inačica izvorne stranice od 28. listopada 2019. (Wayback Machine)
- Community patch 1.7 and 1.7.1  Arhivirana inačica izvorne stranice od 24. ožujka 2009. (Wayback Machine)